# 중혼자
중혼자(THE BIGAMIST)는 미국에서 제작된 이다 루피노 감독의 1953년 드라마 영화이다. 조안 폰테인 등이 주연으로 출연하였다.

## 출연

### 주연
- 조안 폰테인
- 이다 루피노
- 에드먼드 그웬

### 조연
- 에드먼드 오브라이언
- 케네스 토비
- 제인 다웰
- 페기 말리
- 릴리언 폰테인

## 제작진
- 프로듀서: 콜리어 영
- 미술: 제임스 W. 설리반
- 세트: 에드워드 G. 보일